# Mauro Pereira
Mauro Pereira (Dracena, 1 de setembro de 1958) é um representante comercial e político brasileiro. É filiado ao Movimento Democrático Brasileiro (MDB). 

## Trajetória política
Nas eleições de 2014, realizadas em 5 de outubro, ficou como suplente de deputado federal pelo Rio Grande do Sul para a 55ª legislatura (2015 — 2019). Como os peemedebistas eleitos Márcio Biolchi e Giovani Feltes assumiram secretarias estaduais, em 1 de fevereiro de 2015 assumiu o cargo. Sua base política é a cidade de Caxias do Sul/RS.